# Lösungsorientierter Journalismus
Lösungsorientierter Journalismus (englisch: solutions journalism) setzt sich für eine Veränderung in der Nachrichtenauswahl und in der Zielrichtung von Recherchen ein. Bestimmend für dieses Genre ist ein konstruktiver Ansatz, der im Gegensatz zu einem möglichen Negativitätsbias im klassischen Journalismus steht.

## Definition
In kompakter Form kann lösungsorientierter Journalismus (solutions journalism) als "Berichterstattung über Versuche, soziale Probleme zu lösen" beschrieben werden. Der Medienwissenschaftler Uwe Krüger sieht drei Aspekte, wozu lösungsorientierter Journalismus dienen kann:
- zur psychischen Hygiene von Produzenten und Rezipienten (d. h., er kann positive Wirkungen auf der Mikro-Ebene der Individuen haben),
- zur Reichweitensteigerung von Medien (d. h., er kann positive Wirkungen auf der Meso-Ebene der Medienorganisationen haben) und
- für gesellschaftlichen Fortschritt (d. h., er kann positive Wirkungen auf der Makro-Ebene haben).

## Abgrenzung zu anderen Genres
Lösungsorientierter Journalismus wird oft im Kontext von konstruktivem Journalismus genannt. Medien, die sich konstruktiven Journalismus auf die Fahne schreiben, wie zum Beispiel das deutsche Start-up Perspective Daily, wollen in der Regel lösungsorientiert berichten. Überschneidungen gibt es auch mit den Ideen des Impact Journalism oder dem Konzept des Friedensjournalismus.

## Verbreitung
Für lösungsorientierten Journalismus tritt in den USA das Solutions Journalism Network ein, eine Non-Profit-Organisation mit Sitz in New York. Weitere Medien, die diese Art von Journalismus verfolgen, sind etwa die quartalsweise erscheinende Publikumszeitschrift Yes! und das Solutions Journal. In Deutschland gibt es keine eigenständigen Publikationen. Rubriken in Geo und National Geographic oder Schwerpunktausgaben der taz haben jedoch explizit lösungsorientiert berichtet.